# Shirley Owens

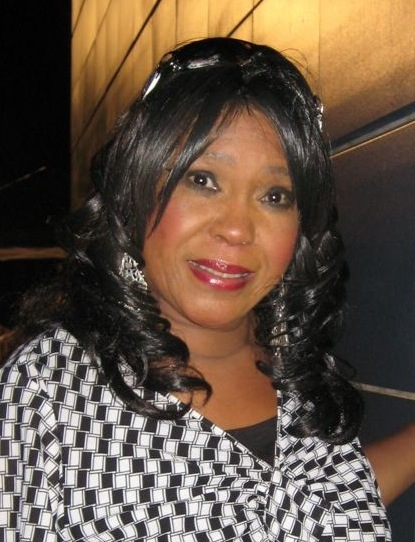
Shirley Owens (2010)

Shirley Owens (* 10. Juni 1941 in Henderson, North Carolina) ist eine US-amerikanische Sängerin, die als Frontsängerin der Girlgroup The Shirelles bekannt wurde.

## Leben
Shirley Owens wurde 1941 in Henderson, North Carolina geboren. Sie besuchte die High School von Passaic, wo sie 1957 zusammen mit drei ihrer Klassenkameradinnen die Shirelles gründete. In den 1960er-Jahren hatte die Gruppe mit Owens als Frontsängerin einige Erfolge, ehe sie 1975 eine Solokarriere unter dem Künstlernamen Lady Rose begann. Bereits 1969 veröffentlichte die Sängerin nur unter Nennung ihres Vornamens zwei Soloalben sowie drei Singles, bei denen die Shirelles lediglich als Backgroundsänger tätig waren. Die Shirelles bestanden noch bis 1982 und lösten sich anschließend auf.
Ebenfalls 1975 veröffentlichte Owens unter ihrem Ehenamen Shirley Alston ein Soloalbum mit dem Titel With A Little Help From My Friends, das nach dem gleichnamigen Lied der Band The Beatles benannt wurde. An dem Album wirkten mehrere Mitglieder anderer Bands mit, darunter von The Flamingos, The Drifters, The Five Satins, Danny & The Juniors sowie Herman's Hermits.
Gemeinsam mit den anderen ehemaligen Mitgliedern der Shirelles wurde Owens 1996 in die Rock and Roll Hall of Fame aufgenommen. Sie war zweimal verheiratet und trägt heute den Namen Shirley Alston Reeves.

## Diskografie

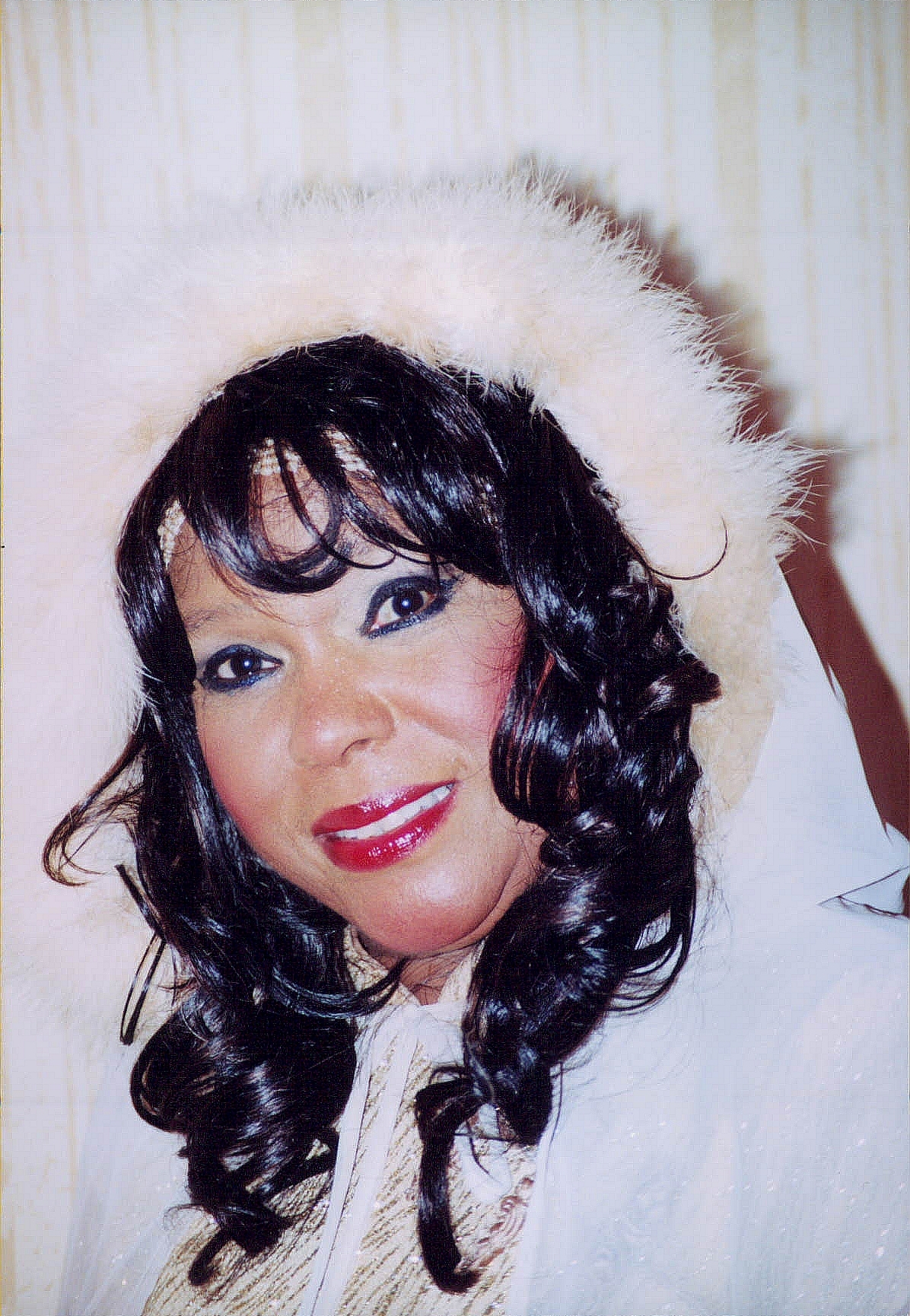
Shirley Owens (2002)

### Alben
- 1969: Juguetes (als Shirley)
- 1969: Look What You’ve Done To My Heart (als Shirley)
- 1975: With A Little Help From My Friends (als Shirley Alston)
- 1977: Lady Rose (als Shirley Alston)

### Extended Plays
- 1969: Look What You’ve Done To My Heart / A Most Unusual Boy (als Shirley & The Shirelles)
- 1969: Never Give You Up (Never Gonna Give You Up) / Go Away And Find Yourself (als Shirley & The Shirelles)
- 1969: Playthings / Looking Glass (als Shirley & The Shirelles)
- 1975: I’d Rather Not Be Loving You / Can’t Stop Singin’ (’bout The Boy I Love) (als Shirley Alston)
- 1975: I Hear Those Church Bells Ringing / Chapel Of Love (als Shirley Alston)
- 1976: Dream Express / If You Want Me (als Lady Rose)